# Kisikland
Kisikland (románul Iclănzel) falu Maros megyében, Erdélyben, az azonos nevű község központja. Az Osztrák–Magyar Monarchiában Torda-Aranyos vármegye Marosludasi járásához tartozott.

## Fekvése
Marosvásárhelytől nyugatra, Mezőkapus, Nagyikland és Hirtopa között fekvő település.

## Lakossága
1992-ben a településnek 2181 lakosa volt, 2002-ben pedig 2292, amelyből 2137 román, 98 magyar, 76 roma és 1 német nemzetiségűnek vallotta magát.